# Patricio Guzmán
Patricio Guzmán (ur. 11 sierpnia 1941 w Santiago) – chilijski reżyser i scenarzysta filmowy. Twórca takich cenionych filmów dokumentalnych, jak m.in.: trzyczęściowa Bitwa o Chile (1975-1979), Salvador Allende (2004), Tęsknota za światłem (2010, Europejska Nagroda Filmowa dla najlepszego filmu dokumentalnego). Jego film Perłowy guzik (2015) przyniósł mu Srebrnego Niedżwiedzia za najlepszy scenariusz i Nagrodę Jury Ekumenicznego na 65. MFF w Berlinie.